# Patrick Dorgu
Patrick Chinazaekpere Dorgu (Koppenhága, 2004. október 26. –) dán válogatott labdarúgó, a Premier League-ben szereplő Manchester United játékosa.

## Pályafutása

### Klubcsapatokban

#### Dánia
Dorgu Koppenhágában nőtt fel, a Husum Boldklub játékosa volt gyerekkorában, testvéreivel, Ifennával és Gabriellel együtt. Két évvel korcsoportja felett játszott, hogy ugyanazon a mérkőzéseken szerepelhessen, mint Gabriel. Ezt kivételként engedélyezte a csapat, hogy segítse a tehetséges játékos családját. Iben Johnsen, a Husum menedzsere nagy szerepet játszott fejlődésében, segített a Dorguknak állampolgárságot szerezni, sokszor pénzügyileg is támogatta, hogy Patrick a testvéreivel különböző tornákra utazhasson el. 10 éves korában az Akademisk csapatához szerződött, itt fedezte fel a Nordsjælland egy utánpótlástorna közben. 12 évesen szerződtette le a csapat, itt eltöltött évei során kétszer is elutaztatták Ghánába, hogy részt vegyen a dán csapatot tulajdonoló Right to Dream akadémia edzésein.

#### Lecce
2022 júliusában a Lecce U19-es csapatához szerződött 17 évesen. 2023 februárjában 2027-ig hosszabbított az olasz csapattal.
A 2023–2024-es szezonban lett először tagja a felnőtt csapatnak. 2023. augusztus 13-án mutatkozott be a kupában a Como ellen. Egy héttel később debütált a Serie A-ban, a Lazio ellen. 2024. február 2-án szerezte első gólját, a Fiorentina ellen.

#### Manchester United
2025. február 2-án a Manchester United bejelentette szerződtetését, 2030-ig írt alá. Február 7-én mutatkozott be, az FA-Kupa negyedik fordulójában kezdő volt a Leicester City ellen. Február 26-án játszott először kezdőként a Premier League-ben az Ipswich Town ellen, de kiállították a 43. percben.

### A válogatottban
Dorgu Dániában született, de nigériai felmenőkkel is rendelkezik.
A felnőtt válogatottban először egy Nemzetek Ligája-mérkőzésen kapott lehetőséget Svájc ellen, 2024. szeptember 5-én mutatkozott be a Parken Stadionban. A 81. percben állt be Victor Nelsson cseréjeként, és 42 másodperccel később első labdaérintésével betalált.

## Magánélete
Keresztény családban nőtt fel, három testvére van, Ifenna, Gabriel és Annabel. Ifenna az olasz Genoa, Gabriel a dán Gentofte játékosa, míg Annabel kézilabdázó.

## Statisztika

### Klubcsapatokban
2025. április 10-i állapot szerint.
| Csapat            | Szezon           | Bajnokság        | Bajnokság | Bajnokság | Kupa | Kupa  | Ligakupa | Ligakupa | Nemzetközi | Nemzetközi | Összesen | Összesen |
| Csapat            | Szezon           | Osztály          | P.        | Gólok     | P.   | Gólok | P.       | Gólok    | P.         | Gólok      | P.       | Gólok    |
| ----------------- | ---------------- | ---------------- | --------- | --------- | ---- | ----- | -------- | -------- | ---------- | ---------- | -------- | -------- |
| Lecce             | 2023–2024        | Serie A          | 32        | 2         | 2    | 0     | —        | —        | —          | —          | 34       | 2        |
| Lecce             | 2024–2025        | Serie A          | 20        | 3         | 2    | 0     | —        | —        | —          | —          | 22       | 3        |
| Lecce             | Összesen         | Összesen         | 52        | 5         | 4    | 0     | 0        | 0        | 0          | 0          | 56       | 5        |
| Manchester United | 2024–2025        | Premier League   | 5         | 0         | 1    | 0     | —        | —        | 3          | 0          | 9        | 0        |
| Karrier összesen  | Karrier összesen | Karrier összesen | 58        | 5         | 5    | 0     | 0        | 0        | 3          | 0          | 66       | 5        |

1. ↑  Pályára lépések az Európa-ligában

### A válogatottban
2025. március 23-i állapot szerint.
| Válogatott | Év       | Pályára lépések | Gólok |
| ---------- | -------- | --------------- | ----- |
| Dánia      | 2024     | 4               | 1     |
| Dánia      | 2025     | 2               | 0     |
| Összesen   | Összesen | 6               | 1     |

| # | Dátum               | Vál. | Helyszín                          | Ellenfél | Eredmény | Végeredmény | Kiírás                            |
| - | ------------------- | ---- | --------------------------------- | -------- | -------- | ----------- | --------------------------------- |
| 1 | 2024. szeptember 5. | 1    | Parken Stadion, Koppenhága, Dánia | Svájc    | 1–0      | 2–0         | 2024–2025-ös UEFA Nemzetek Ligája |